# Уральский экспресс
«Уральский экспресс» — туристический ретропоезд № 925Е/926Е в стиле начала XX века, курсирующий по маршруту Екатеринбург-Пассажирский — Верхняя Пышма. Музей — Екатеринбург-Туристический.

## Маршрут и подвижной состав
Поезд курсирует с 3 декабря 2022 года по выходным и праздничным дням, время в пути по всему маршруту — 6 часов 20 минут.
На отрезке от Екатеринбурга до станции Шувакиш состав ведёт пассажирский электровоз ЧС2. На станции Шувакиш, где начинается неэлектрифицированный участок пути, паровоз сменяет электровоз, и далее экспресс следует на паровой тяге.
Все 6 вагонов поезда выкрашены в коричнево-красный и жёлтый цвета и отдалённо напоминают стилистику фирменного поезда «Южный Урал».
Паровозы 1950—1955 гг. постройки Л-3111, Л-4372, ЛВ-0355 электровоз ЧС2-216 1963 года, 3 вагона «Общий» категории СВ, стилизованные в историческом стиле конца XIX — начала XX веков на 76 мест с одним трех-местным купе и девятью 6-местными, вагон «Люкс». В вагоне-ресторане и вагоне-буфете — традиционные блюда уральской кухни (шаньга с картофелем, посикунчики, уральские пельмени, пирожки с брусникой), тематические сувениры. Есть фотокупе, оборудованное интерактивной системой для моментальной фотографии со стилизованными предметами, позволяющими создать исторический снимок.
Здание ретро-вокзала и посадочная платформа станции Шувакиш воссоздают облик типичного вокзала Уральской горнозаводской железной дороги начала XX века. Вся мебель и предметы интерьера сделаны по эскизам того времени. Внутри для туристов организована специальная фотозона — кабинет начальника вокзала в историческом стиле, оборудованы буфет и санитарные комнаты. Все помещения адаптированы для маломобильных пассажиров.
Для создания аутентичной атмосферы на платформе установлены деревянные навесы со скамейками, часы, станционный колокол и навигационный указатель в духе того времени. Рядом с вокзалом высажена 6-метровая голубая ель. На привокзальной территории для туристов оборудованы фотозоны, костровая чаша, а также детская площадка с домиком Бабы Яги.
Поездку можно совместить с посещением Музея истории, науки и техники СвЖД в Екатеринбурге, в Верхней Пышме — открытой железнодорожной экспозиции, а также музеев военной и автомобильной техники УГМК.

## История и перспективы
В первый рейс «Уральский экспресс» отправился 3 декабря 2022 года. В преддверии Нового года фасад здания, платформу и навесы украсили гирляндами. 6-метровую голубая ель также нарядили к празднику. Все новогоднее убранство выдержано в стилистике начала XX века.
Во время реконструкции тупикового железнодорожного пути и строительства посадочной платформы, от которой должен отправляться ретропоезд «Уральский экспресс» у здания первого железнодорожного вокзала Екатеринбурга строители натолкнулись на нехарактерный грунт. Работы были приостановлены для проведения археологической разведки и культурно-исторической экспертизы. В процессе изысканий на площадке, примыкающей к зданию музея, были обнаружены культурные слои, имеющие историческую ценность. Они представляют собой старое мощение перронной части платформы. Также найдено несколько артефактов, в числе которых — фрагмент рельса, обломок тарелки из старинного фарфора и другие.
29 декабря 2022 года запущены рейсы «Уральского экспресса» по маршруту «Вечерний Екатеринбург»: от вокзала Екатеринбург-Пассажирский вдоль улицы Восточной, через станцию Шарташ, микрорайоны Синие Камни, Уралмаш до станции Шувакиш, где предусмотрена остановка и часовая прогулка. Состав на всем пути ведёт электровоз ЧС2.